# Pozo de La Piedra
Pozo de La Piedra è una città argentina del dipartimento di Belén, nella provincia di Catamarca.